# Mroczny Rycerz
Mroczny Rycerz (ang. The Dark Knight) – siódmy film pełnometrażowy o przygodach Batmana, drugi (po Batman: Początek) wyreżyserowany przez Christophera Nolana. Światową premierę miał 18 lipca 2008 roku (Polska: 8 sierpnia). Ustanowił rekord otwarcia w USA z wynikiem 158,4 mln dolarów. Film był nominowany w ośmiu kategoriach do Oscara za rok 2008 i otrzymał dwie statuetki: za drugoplanową rolę męską (Heath Ledger) i za najlepszy montaż dźwięku.
Na stan z lata 2009 roku film był czwartym pod względem przyniesionych zysków filmem w historii z wynikiem 1 mld dolarów USD, ale już w styczniu 2010 był na piątym miejscu po wskoczeniu na pierwsze miejsce Avatara. Ostatecznie 1 czerwca 2010 Mroczny Rycerz spadł na 6. pozycję w wyniku wyprzedzenia go przez Alicję w Krainie Czarów.
Polska premiera filmu w kinach odbyła się 8 sierpnia 2008, a na DVD oraz Blu-ray 8 grudnia tego samego roku.
W 2020 roku film został dodany do Narodowego Rejestru Filmowego Stanów Zjednoczonych i wybrany do przechowywania w Bibliotece Kongresu jako „film znaczący kulturowo, historycznie lub estetycznie”.

## Fabuła
Gotham City, miasto rodzinne Batmana, od dłuższego czasu boryka się z bezkarnymi kryminalistami. Przekupni politycy i policjanci pozostają w zmowie z gangsterami. Polegać można tylko na nielicznych. Porucznik James Gordon z nieocenioną pomocą Batmana wpada na trop banków, które biorą udział w praniu brudnych pieniędzy mafii. Policja zastawia pułapkę, ale gangsterom udaje się przewieźć pieniądze w bezpieczne miejsce – najprawdopodobniej ktoś ich ostrzegł o planowanej akcji. Podejrzenia padają na współpracowników nowo wybranego prokuratora okręgowego Harveya Denta.
Batman postanawia zdobyć szczegółowe informacje na temat Denta. Ustala, że jest on nie tylko świetnym prawnikiem, ale i wyjątkowo uczciwym człowiekiem, czego najlepszym dowodem jest sympatia, jaką darzy go Rachel Dawes – przyjaciółka z dzieciństwa Bruce’a Wayne’a i jedna z niewielu osób znających jego podwójną tożsamość.

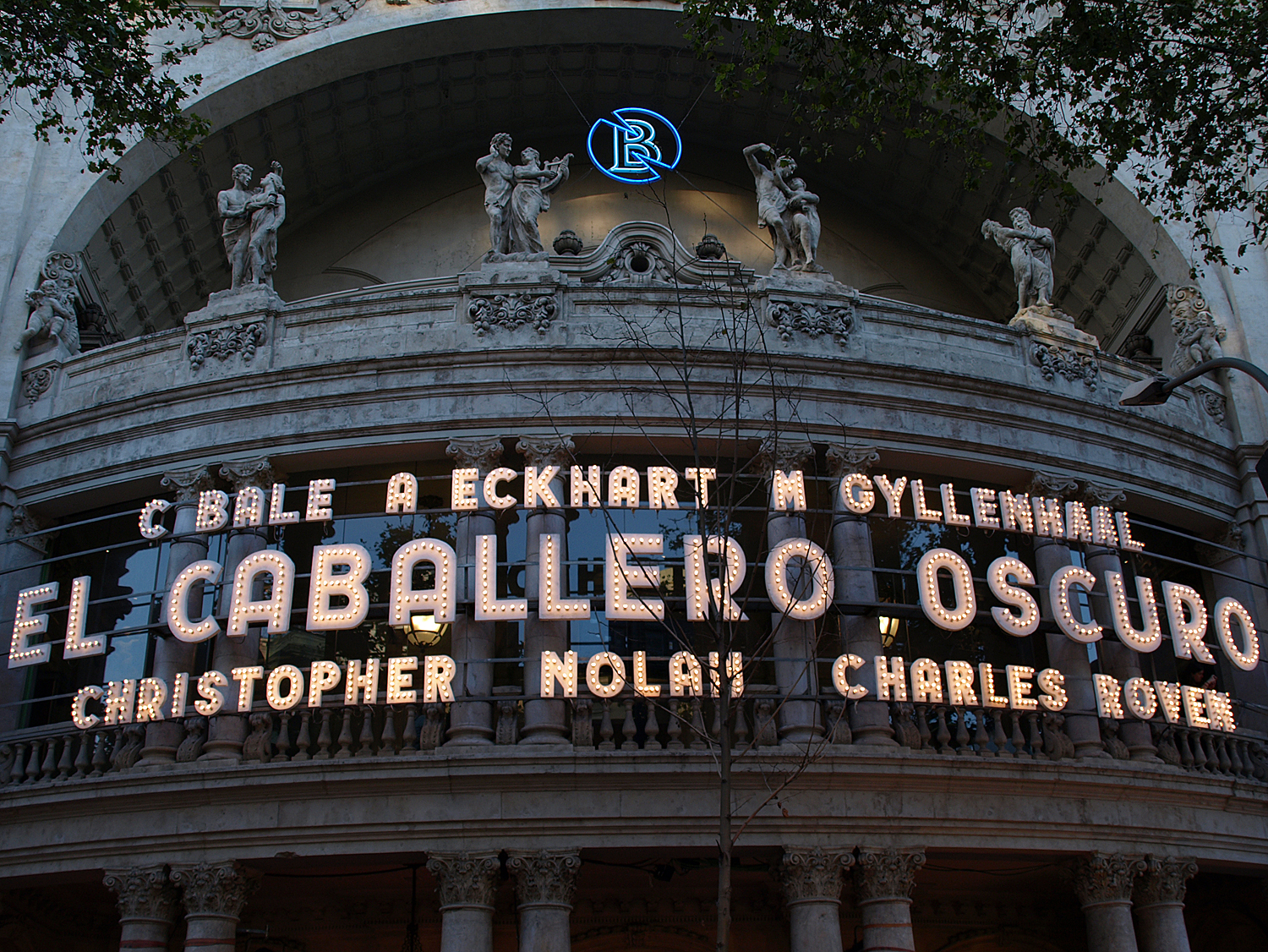
Kino „Coliseum” w Barcelonie, szyld promujący film (2008)

W ten sposób dochodzi do zawarcia przymierza – Gordon, Dent i Batman decydują się na wspólną walkę z przestępczością zorganizowaną. Ich działania są tak skuteczne, że lokalni gangsterzy postanawiają pozbyć się Batmana, w którym widzą główne źródło swoich kłopotów. Zadanie nie będzie łatwe… Jednak pomoc oferuje im najbardziej nieobliczalny człowiek, z jakim się zetknęli – Joker.
Joker jest gotowy zrobić wszystko, aby poznać tożsamość Batmana. Ponieważ obrońca Gotham City znany jest ze swej szlachetności, Joker grozi, że jeśli człowiek w stroju nietoperza nie zdejmie w końcu maski i nie ujawni światu swojej prawdziwej tożsamości, każdego dnia będą ginęli niewinni ludzie. Jedną z pierwszych ofiar jest naśladowca Batmana – Brian Douglas. Potem giną policjanci, sędzia, aż w końcu Joker próbuje zabić Rachel.

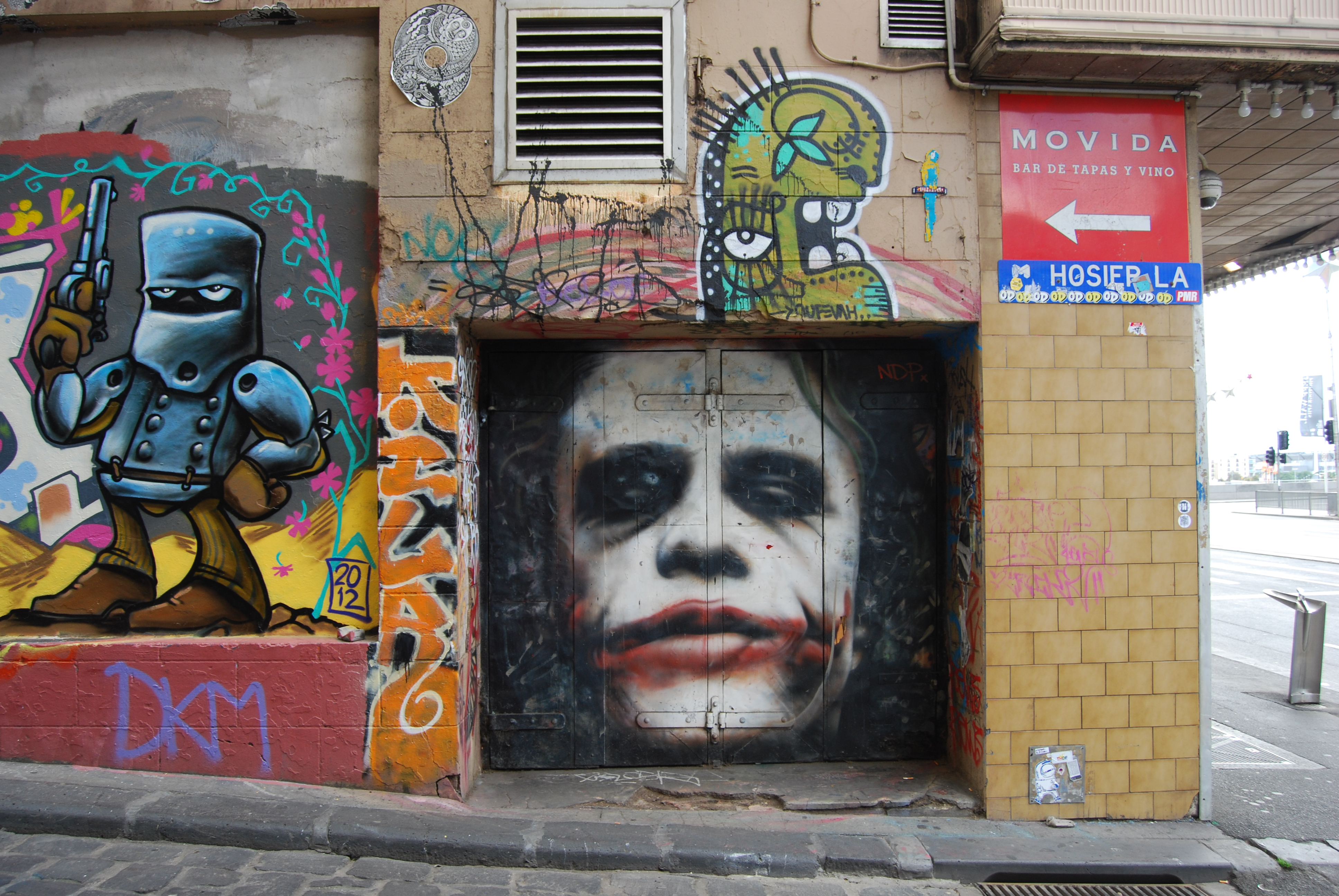
Postać Ledgera Joker jako element sztuki ulicznej w Melbourne

Batman nie ma wyjścia. Musi się zdemaskować. Prokurator okręgowy Harvey Dent na konferencji prasowej ogłasza, że skoro Batman ściągnął na Gotham City zemstę szalonego Jokera, należy go aresztować, i pozwala zakuć się w kajdanki, twierdząc, że jest Batmanem. Jako wyjątkowo ważny więzień Dent ma zostać przewieziony do więzienia pod eskortą kawalkady radiowozów i opancerzonych wozów Oddziałów Specjalnych. Joker postanawia skorzystać z okazji i odbić Batmana.
Podczas szalonej pogoni za konwojem dochodzi do strzelaniny, do której niespodziewanie przyłącza się prawdziwy Batman. Zdezorientowany i rozwścieczony Joker daje się podejść policji i trafia do aresztu. W międzyczasie jego ludzie uprowadzają Denta i Rachel. Przesłuchanie Jokera nie przynosi oczekiwanych efektów, a co więcej, niespodziewanie musi zostać przerwane, bo Joker przyznaje się do porwania Harveya i Rachel. Informuje, że oboje są uwięzieni w pomieszczeniach wypełnionych beczkami z benzyną i lada moment wylecą w powietrze. Ponieważ znajdują się w dość odległych od siebie punktach miasta, nie będzie można uratować ich obojga. Batman biorący udział w przesłuchaniu Jokera dokonuje dramatycznego wyboru i postanawia jechać po Rachel.
Dowcip Jokera okazał się okrutny – w budynku, do którego udał się Batman, w rzeczywistości był Dent, którego twarz zajęła się płomieniami. W ostatniej chwili Batman wyniósł go z płomieni. Rachel natomiast zginęła. Poparzonego i zrozpaczonego Denta odwiedza w szpitalu Joker i rozbudza w nim pragnienie zemsty. Ponieważ przekupni policjanci z Jednostki Specjalnej dowodzonej przez Gordona wydali i jego, i Rachel w ręce ludzi Jokera, Dent nazywający siebie Dwiema Twarzami postanawia zemścić się właśnie na Gordonie. Porywa jego rodzinę i próbuje ich zabić. Niespodziewanie zjawia się Batman, który ocala życie rodziny Gordona, ale nie udaje mu się uratować Harveya Denta. W ten sposób świetny prawnik, oddany przyjaciel i lojalny obywatel Gotham City został sprowadzony przez Jokera do roli zwykłego bandyty. Batman postanawia wziąć na siebie jego winy – w ten sposób nie da Jokerowi satysfakcji, że zdołał zmienić uczciwego człowieka w podobnego sobie bandytę. Biały Rycerz Gotham City pozostanie w świadomości jego mieszkańców bez skazy, a za jego błędy policja będzie ścigać Mrocznego Rycerza.

## Obsada
- Christian Bale – Bruce Wayne / Batman
- Heath Ledger – Joker
- Michael Caine – Alfred Pennyworth
- Gary Oldman – James Gordon
- Aaron Eckhart – Harvey Dent / Dwie Twarze
- Maggie Gyllenhaal – Rachel Dawes
- Morgan Freeman – Lucius Fox
- Eric Roberts – Sal Maroni
- Nestor Carbonell – burmistrz Gotham City
- Cillian Murphy – Jonathan Crane / Strach na Wróble
- Anthony Michael Hall – Engel (reporter śledczy)
- Melinda McGraw – Barbara Gordon (żona Gordona)
- Nathan Gamble – syn Gordona
- William Fichtner – dyrektor banku

## Inne utwory

### Kontynuacja
W 2012 roku miała swoją premierę trzecia, a zarazem ostatnia część trylogii Nolana o Batmanie pt. Mroczny Rycerz powstaje (The Dark Knight Rises). Głównym antagonistą w filmie był Bane.

### Spin-off
W 2008 roku na rynek domowy wydano japońsko-amerykański animowany film antologiczny Batman: Gotham Knight. Czas jego akcji odbywa się pomiędzy wydarzeniami z Batmana: Początku i Mrocznego Rycerza. Film zawiera sześć segmentów wyprodukowanych przez japońskie studia animacji Studio 4°C, Madhouse, Bee Train i Production I.G. Za scenariusz odpowiadali scenarzyści komiksowi związani z Batmanem.

### Powieści
Wydawnictwo Berkley wydało nowelizację Mrocznego Rycerza o tym samym tytule autorstwa Dennisa O’Neila. Jest równocześnie kontynuacją wydarzeń rozgrywających się w, opartej na filmie Batman: Gotham Knight, książce Batman: Rycerz z Gotham City napisanej przez Louise Simonson. Wydana została przez wydawnictwo Ace. Wydawcą obydwu tytułów na rynek polski był Siedmioróg.

### Gry komputerowe
Studio Pandemic Studios produkowało od września 2006 roku do października 2008 roku opartej na Mrocznym rycerzu grę akcji z elementami skradanki Batman: The Dark Knight na PlayStation 3 i Xbox 360. Pandemic Studios uzyskał dostęp do scenariusza filmu i innych materiałów, a aktorzy z filmu mieli powtórzyć swoje role w grze. Pierwotnie grę opracowano w tym samym liniowym stylu, co komputerową adaptację Batmana: Początku, ale został przeprojektowany, gdy studio uznało, że otwarty świat lepiej będzie pasował do interpretacji Batmana w wykonaniu Nolana. Miałaby to pierwsza gra wideo z otwartym światem, w której wystąpił Batman. W grze Batman: The Dark Knight gracz sterował Batmanem, który mógł swobodnie eksplorować Gotham City.
Pierwotnie gra miała ukazać się w czerwcu 2008 roku, by zbiegła się z premierą Mrocznego Rycerza, jednak jedyna publiczna wzmianka o jej istnieniu pojawiła się w wywiadzie, gdy Gary Oldman ujawnił, że brał udział w projekcie. Prace nad grą zostały wstrzymane, gdy zespół Pandemic odkrył, że technologia wykorzystywana do jej stworzenia była niekompatybilna z większością zasobów. Problemy te były nieoczekiwane i ekipa nie mogła przygotować gry do wydania równocześnie z filmem, jak to było zaplanowane. W rezultacie kilku członków zespołu zrezygnowało. Niedługo potem Electronic Arts zakupiło Pandemic Studios i przesunęło premierę Batmana: Mrocznego Rycerza na grudzień, aby zbiegła się z premierą filmu na nośnikach domowych. W październiku 2008 roku Electronic Arts podjęło decyzję o anulowaniu gry, ponieważ nie udało się jej wydać w planowanym terminie, tj. w grudniu tego samego roku, a także nie odnowiło licencji, więc prawa do gry wideo z własnością intelektualną Batmana powróciły później do Warner Bros. Interactive Entertainment.
Pakiet rozszerzeń do Lego Batman 3: Beyond Gotham (2014) zawiera poziomy oparte na filmie, zaś kostium Batmana z filmu jest dostępny jako zawartość do pobrania do gry Batman: Arkham Knight (2015). 

### Parki rozrywki
Powstały trzy rodzinne kolejki górskie typu wild mouse The Dark Knight Coaster w parkach rozrywki Six Flags w oparciu o Mrocznego Rycerza. Wszystkie trzy instalacje znajdują się w zamkniętym pomieszczeniu zostały wyprodukowane przez Mack Rides. Założeniem tematyzacji jest to, że pasażerowie przejeżdżają przez stację Gotham City Rail, ale wszystko psuje Joker. Większość przejażdżki odbywa się w ciemności, ale wagoniki kolejki mijają kilka zdjęć Jokera, mnóstwo graffiti „Ha Ha Ha” i manekina przebranego za Batmana. Jedynymi różnicami wizualnymi jest brama wejściowa, a tak dekoracje i wagoniki są takie same.
Pierwsza z kolejek powstała w Six Flags Great Adventure w 2008 roku, na miejscu uprzednio zamkniętych atrakcji: dwutorowej kolejki górskiej typu launched coaster Batman & Robin: The Chiller, opartej na filmie Batman i Robin (1997), i toru wodnego typu shoot the chute Splashwater Falls. Z kolei wersję w Six Flags Great America rozpoczęto w 2008 roku z planowanym otwarciem na wiosnę tego samego roku. Do budowy dekoracji wykorzystano miniteatr Theater Royale. Ostatecznie jej otwarcie odbyło się w 2009 roku. 
Trzecia wersja pierwotnie planowana była w Six Flags New England. Z tego powodu znajdujaca się tam bezpodłogowa kolejka górska Batman: The Dark Knight, również stematyzowana o Batmana, miała zmieniona nazwę Batman: The Ride. Rozpoczęto budowę jej ogrodzenia, ale problemy z inspekcjami budowlanymi i pozwoleniami spowolniły jej budowę. Ostatecznie zdecydowano, że nie będzie tam budowana. Przeniesiono i otwarto w meksykańskim Six Flags México w 2009 roku, zaś w jej pierwotne miejsce, Six Flags New England, postawiono na otwartej przestrzeni kolejkę górska typu wild mouse Road Runner Express, opartą o Wilusia E. Kojota i Strusia Pędziwiatra z kreskówek Zwariowane melodie, przeniesiona z zamykanego parku Six Flags Kentucky Kingdom i stematyzowano od nowa jako Gotham City Gauntlet: Escape from Arkham Asylum.